# Фридрих фон Геминген-Майенфелс
Фридрих фон Геминген (на немски: Friedrich von Gemmingen * 1668; † сл. 1700) е благородник от род Геминген, господар на Майенфелс (част от Вюстенрот) в Баден-Вюртемберг. Той принадлежи към клон Майенфелс-Виддерн в I. клон (Бюрг) на III. линия (Некарцимерн/Бюрг) на фрайхерен фон Геминген.
Той е син на Ханс Албрехт фон Геминген-Видерн (1624 – 1685), господар на Видерн, Майенфелс, и съпругата му Анна Кунегонда Зенфт фон Зулбург (1629 – 1676), дъщеря на Хайнрих Якоб Зенфт фон Зулбург и Филипа Маргарета фон Щетен, дъщеря на Каспар фон Щетен и Агата фон Геминген (1566 – 1606), дъщеря на Дитрих фон Геминген (1526 – 1587) и Анна Катарина фон Найперг (1534 – 1581). Фридрих наследява Майенфелс.
Брат е на Еберхард Вилхелм (1663 – 1697) и Йохан Райнхард фон Геминген (1648 – 1713), господар на Видерн, Майенфелс и Лайбенщат. Брат му Йохан Райнхард се жени за Кара Сибила фон Геминген, също дъщеря на Ахилес Кристоф фон Геминген.

## Фамилия
Фридрих фон Геминген-Майенфелс и се жени 1693 г. за София Маргарета фон Геминген, дъщеря на Ахилес Кристоф фон Геминген (1619 – 1676) от клон Бюрг-Престенек. Те имат децата:
- Августа София (* 1704), омъжена за Йохан Ернст фон Берга цу Цверенберг
- Мария Магдалена (* 1711), омъжена I. за Карл Фрдрих фон Клосен, II. за Франц Албрехт фон Вьолварт
- Волф Кристоф (1696 – 1736), женен за Шарлота Вилхелмина Грек фон Кохендорф
- Карл Вилхелм (* 1701; † 30 януари 1763), женен за Ернестина Фридерика фон Претлак